# Jacques de La Presle
Pour les articles homonymes, voir Presle.
Jacques Guillaume de Sauville de La Presle, né le 5 juillet 1888 à Versailles et mort le 6 mai 1969 à Paris 17e, est un compositeur et professeur français.

## Biographie
Jacques Guillaume de Sauville de La Presle appartient à une famille originaire de la Champagne. À cette famille appartient également le général de corps d'armée Bertrand Guillaume de Sauville de La Presle.
Ses études musicales débutent au conservatoire de Versailles avec Paul Fauchet, à qui il succède en 1910, comme organiste de l’église Notre-Dame de Versailles, poste qu'il tient jusqu’en 1920. 
Il poursuit ses études au conservatoire de musique de Paris avec Antoine Taudou (harmonie), Georges Caussade (contrepoint) et Paul Vidal (composition), études interrompues par la Première Guerre mondiale. Il sert sur le front de l'ouest comme brancardier dans le 119e régiment d'infanterie, où son courage est récompensé par l'octroi d'une citation et la croix de guerre.
Après la guerre, Jacques de La Presle décroche le Second Prix au Concours de Rome de 1920, avec la cantate Don Juan. L’année suivante, il obtient le Grand Prix avec Hermione, et fait un séjour de quatre années à la Villa Médicis de 1922 à 1925.
Il enseigne l’harmonie au conservatoire de Paris de 1937 à 1958. Au nombre de ses élèves illustres : Maurice Jarre, Antoine Duhamel, Agnelle Bundervoët à qui il dédia son Thème et Variations, et le compositeur québécois André Mathieu qui lui dédia sa Berceuse pour piano en mai 1938.
En 1930, il devient directeur artistique de Radio-Paris, puis de la Radiodiffusion nationale jusqu’en 1943, et inspecteur principal de l’enseignement musical de 1945 à 1952.
Le musicologue Claude Rostand qualifie Jacques de La Presle d'« homme de la tradition », en notant qu'il a développé son œuvre sans jamais subir l'influence des grands bouleversements musicaux de son siècle. 

## Principales œuvres
Orchestre
- Apocalypse de saint Jean, oratorio en 3 tableaux,     livret d'Hélène Naville et Jacques de la Presle (1925)
- Aria et Gigue (1944)
- Concerto en ré pour piano et     orchestre : Rome-Naples-Vienne,     Paysage d'Ile de France, Versailles, Joies populaires (1950)
- Impressions provençales (1958)
- Soir de Bataille, tableau symphonique pour     orchestre (1914-1918)

Piano
- Album d'Images : dédicace, la     Souris, l'Escargot, l'Eléphant, l'Araignée, les Lapins,le Mouton, les     Poules, la Mouette, la Chèvre, les Petits cochons (1931)
- Berceuse (1929)
- Impromptu (1910)
- Les demoiselles de Tabarin (1959)
- Mirage, Naissance, Sous-bois
- Parade fantasque (1930)
- Petite berceuse (1918)
- Petite chanson pour la poupée (1961)
- Thème et Variations (1942-1944)

Piano et basson
- Orientale (1930)
- Petite Suite en fa (1944)
- Pièce brève (1957)

Piano et cor
- Le Rêve du jeune faon (1949)
- Scherzetto (1935)

Piano et flûte
- Orientale (1930)

Piano, saxophone et alto
- Orientale (1930)

Piano et violon
- Chanson intime (1922)
- Elégie (1905)
- Orientale (1930)
- Petite berceuse, transcription par Akio Yashiro (1953)
- Scherzo (1912)
- Sonate pour violon et piano (1921)

Piano et violoncelle
- Chant triste (1912)
- Guitare (1915)
- Pièce de concert (1932)

Quatuor à cordes
- Suite en Sol : Menuet pittoresque, Chanson intime, Fêtes (1917)

Harpe
- Au Clair de la Lune, pour harpe et voix (1932)
- Le Jardin mouillé (1912) sur un poème de Henri de Régnier, Le Jardin mouillé

Mélodies
Jacques de la Presle a composé une centaine de mélodies sur des poèmes d'Albert Samain, Henri de Régnier, Charles Péguy, Charles Forge, Louis Le Cardonnel, Paul Verlaine, Anna de Noailles, Hélène Vacaresco, Emile Verhaeren, Francis Jammes, Armand Sylvestre, Hélène Naville, Victor Hugo, Sully Prud'homme, Fernand Gregh, Georges Battanchon, Henri Barbusse, Jean Richepin, Maurice Fleury, le général de la Tour, Franz Toussaint, Jean Lahor, Joachim du Bellay, Emile Henriot, Pierre Reyniel, Louis Racine, Theophile Gautier.
Jacques de la Presle a composé plusieurs chansons avec le chansonnier René Dorin.
Orgue
- Prière (1912), in Jos. Joubert, Les Maîtres contemporains de l’orgue, vol. 4 (1914)
- Alma Mater (1913), in Jos. Joubert, Les Maîtres contemporains de l’orgue, vol. 4 (1914)
- Andante religioso
- Ave Maria (1916)
- Offertoire pour le dimanche de Pâques, pour orgue et orchestre à cordes (1921)
- Père Eternel (1926)

Ouvrages pédagogiques
- Soixante Leçons d'harmonie, recueil de leçons données par l’auteur aux concours du Conservatoire, Paris, Leduc, (1945)
- Dix Leçons de solfège, Paris, L. de Lacour (1947)

## Famille
L'ascendant agnatique de Jacques Guillaume de Sauville de La Presle, François Guillaume de Sauville (1740-1813), fut nommé conseiller en la Cour des monnaies de Paris par provision du 20 janvier 1768 et reçu le 3 février. Son office est supprimé par l'édit de septembre 1771. Il obtient le 4 décembre suivant des lettres d'honneur de conseiller, enregistrées le 18. Mais l'édit de 1778 déclare nulles et non avenues ces lettres d'honneur et il reprend sa place le 29 juillet 1778 et exerce jusqu'en 1790. La famille a été reçue à l'ANF lors de l'assemblée générale du 7 juin 1979 en apportant pour acte recognitif les lettres d'honneur de l'office de conseiller à la Cour des monnaies de Paris, datées du 4 décembre 1771, quoique la durée règlementaire de 20 ans passés en charge n'ait pas été accomplie,.